# Marcin Pochwała
Marcin Pochwała (14 février 1984 à Nowy Sącz) est un céiste polonais pratiquant le slalom.

## Biographie
Il est le cousin du sauteur à ski Tomasz Pochwała.

## Palmarès

### Jeux olympiques
- 2004 à Athènes, (Grèce)
  - participation au C2
- 2008 à Pékin, (Chine)
  - participation au C2
- 2012 à Londres, (Royaume-Uni)
  - 5e en C2
- 2016 à Rio de Janeiro (Brésil)
  - 5e en C2.

### Championnats du monde
- 2003 à Augsbourg
  -  Médaille de bronze en C2 par équipe
- 2018 à Rio de Janeiro
  -  Médaille d'or en C2 mixte
- 2019 à La Seu d'Urgell
  -  Médaille d'argent en C2 mixte

### Championnats d'Europe de canoë-kayak slalom
- 2007 à Liptovský Mikuláš
  -  Médaille de bronze en C2 par équipe
- 2008 à Cracovie
  -  Médaille d'argent en C2 par équipe
- 2009 à Nottingham
  -  Médaille de bronze en C2 par équipe
- 2010 à Čunovo
  -  Médaille d'argent en C2 par équipe
- 2013 à Cracovie
  -  Médaille d'argent en C2
  -  Médaille d'argent en C2 par équipe
- 2014 à Vienne
  -  Médaille d'argent en C2
- 2016 à Liptovský Mikuláš
  -  Médaille d'argent en C2 par équipe
- 2017 à Tacen
  -  Médaille d'argent en C2 par équipe